# Doživjeti stotu
A Doživjeti stotu (magyarul: Száz évig élni) a Bijelo dugme ötödik sorlemeze, mely 1980-ban jelent meg – összes három különféle borítóval – a zágrábi Jugoton kiadónál. Katalógusszáma: LSY-10003. A kiadás belső borítóján a dalszövegek is szerepelnek.

## Az album dalai

### A oldal
1. Doživjeti stotu (3:12)
2. Lova (2:49)
3. Tramvaj kreće (ili kako biti heroj u ova šugava vremena) (3:14)
4. Hotel, motel (3:33)
5. Pjesma mom mlađem bratu (iz Niša u proljeće '78) (4:14)

### B oldal
1. Čudesno jutro u krevetu gđe. Petrović (2:29)
2. Mogla je biti prosta priča (2:47)
3. Ha, ha, ha (3:10)
4. Zažmiri i broj (3:45)
5. Pristao sam biću sve što hoće	(3:01)

## Közreműködők
- Goran Bregović - gitár
- Željko Bebek - ének
- Zoran Redžić - basszus
- Điđi Jankelić - dob
- Vlado Pravdić - billentyűs hangszerek